# Cequim

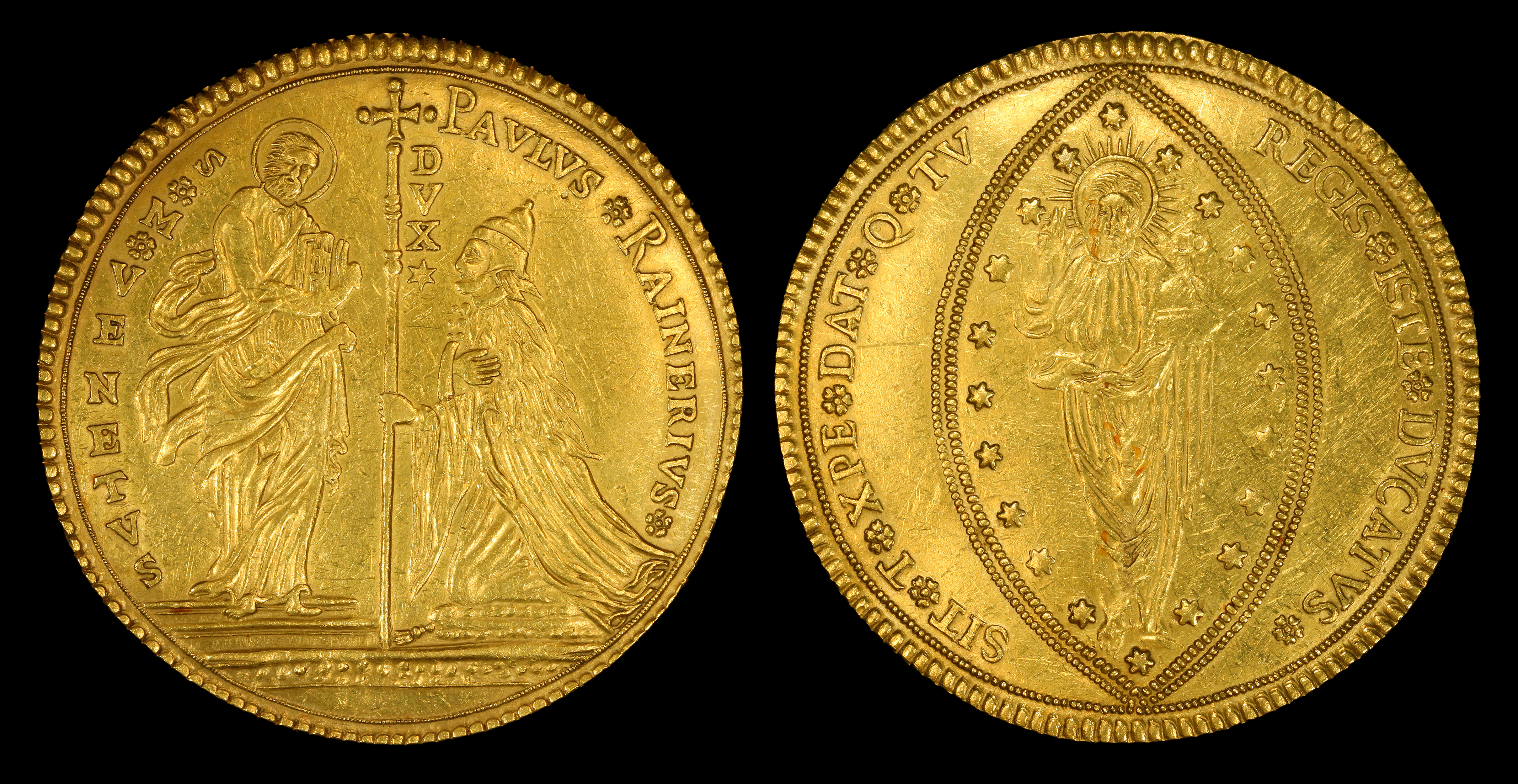
50 cequins do reinado de Paolo Renier (1779–89), penúltimo Doge de Veneza. A moeda pesa em média 192,5 gramas e mede 76 mm.

O cequim ou sequim (em veneziano e em italiano: zecchino;  [dzekˈkiːno]) é uma moeda de ouro cunhada pela República de Veneza a partir do século XIII.
O desenho do ducado de ouro veneziano ou zecchino permaneceu inalterado por mais de 500 anos, desde sua introdução em 1284 até a tomada de Veneza por Napoleão em 1797. Nenhuma outra moeda foi jamais produzida durante um período histórico tão longo.
O verso traz um lema em hexâmetro latino : Sit tibi, Christe, datus // quem tū regis, iste ducātus ("Cristo, que este ducado que governas seja-te dado").

## História
Inicialmente chamada ducato, devido ao Doge de Veneza, nela retratado com destaque, foi finalmente chamada zecchino, em referência à Zecca (casa da moeda) de Veneza, desde 1543, quando a cidade começou a cunhar uma moeda de prata também chamada ducado. O nome da casa da moeda veneziana deriva do árabe سكّة (sikka), que significa molde ou matriz de moeda.
Em algumas regiões, nos séculos posteriores, esse tipo de moeda foi costurado em vestimentas femininas. Seguindo o modelo veneziano, moedas semelhantes foram usadas durante séculos em todo o Mediterrâneo. Depois de 200 anos de produção contínua do zecchino, o Império Bizantino o imitou com o basilikon. Em 1478, o Império Otomano introduziu uma unidade semelhante. Em 1535, os Cavaleiros Hospitalários de Malta fizeram o mesmo. As moedas otomanas e maltesas também eram de ouro.
Os colecionadores de moedas geralmente tentam acumular um conjunto completo de zecchini de todos os doges.